# تايرون جي. مارتن
تايرون جي. مارتن (بالإنجليزية: Tyrone G. Martin)‏ هو ضابط أمريكي، ولد في 5 يونيو 1930 في غرينيتش في الولايات المتحدة.